# Рашковский, Евгений Борисович
Евге́ний Бори́сович Рашко́вский (род. 23 сентября 1940, Москва) — советский и российский востоковед, религиовед, переводчик, историк науки и образования, русской философской мысли, доктор исторических наук. Один из авторов «Большой Российской энциклопедии».

## Биография
Окончил Московский историко-архивный институт (1964). В 1964—1967 годах — библиограф ФБОН. С 1967 — научный сотрудник различных институтов АН СССР (РАН). В 1974 году защитил кандидатскую диссертацию «Востоковедная проблематика в культурно-исторической концепции Арнольда Джозефа Тойнби: опыт критического анализа». Доктор исторических наук (1997, диссертация «Научное знание, институты науки и интеллигенция в социокультурной динамике Европы, России и „Третьего мира“: XVIII—XX века»).
Духовный сын о. Александра Меня (с 1968), преподавал в Открытом православном университете им. о. А. Меня. Переводчик талмудической словесности, библейских книг, сочинений Кароля Войтылы и других. Директор научно-исследовательского центра религиозной литературы Всероссийской государственной библиотеки иностранной литературы (c 2007 по 2018, сменил на этом посту о. Георгия Чистякова). Член Российского библейского общества.
Автор нескольких книг стихов («Странное знанье», 1999; «По белу свету», 2007). Печатается в религиозной и светской периодике.
Член редакционной коллегии ежеквартального научного журнала «Государство, религия, Церковь в России и за рубежом».

## Семья
- Супруга: Мария Аркадьевна Рашковская, специалист по творчеству Б. Л. Пастернака, ведущий сотрудник РГАЛИ.
- Дочь: Анна Евгеньевна Рашковская (в замужестве Абушахмина), адвокат.
- Сын: Борис Евгеньевич Рашковский, историк, востоковед, кандидат исторических наук[3].

## Основные работы
- Востоковедная проблематика в культурно-исторической концепции А. Дж. Тойнби : (Опыт. критич. анализа). — М.: Наука, 1976. — 199 с.
- Науковедение и Восток. — М., 1980.
- Зарождение науковедческой мысли в странах Азии и Африки. — М., 1985.
- На оси времен. Очерки по философии истории. — М., 1999.
- Профессия историограф: материалы к истории российской мысли и культуры XX столетия. — М., 2001.
- История и судьбы Третьего мира: Запад, Россия, Восток. — М., 2003.
- Осознанная свобода. — М., 2005.
- На сбивчивом языке. 101 зарисовка в пути. — М., 2005.
- Смыслы в истории. Исследования по истории веры, познания, культуры. — М., 2008.
- Православные праздники. — М., 2009.
- Симония, Нодари Александрович : [арх. 17 октября 2022] / Рашковский Е. Б. // Сен-Жерменский мир 1679 — Социальное обеспечение [Электронный ресурс]. — 2015. — С. 200. — (Большая российская энциклопедия : [в 35 т.] / гл. ред. Ю. С. Осипов ; 2004—2017, т. 30). — ISBN 978-5-85270-367-5.
- Коммуникативный универсум духовной культуры. Монография. М. Н. Эпштейн, В. А. Бажанов, Б. Л. Губман, С. Н. Гавров, И. Э. Клюканов, Е. Б. Рашковский, И. Семецки, В. В. Томашов, Г. Л. Тульчинский. — М.: РосНОУ, 2015. — 288 с. ISBN 978-5-89789-104-7